# Голкохвіст темночеревий
Голкохвіст темночеревий (Chaetura andrei) — вид птахів родини серпокрильцевих (Apodidae).

## Поширення
Ендемік Венесуели. Поширений у північних та центральних районах країни.

## Опис
Птах має довжину приблизно 11 см і важить від 15 до 22 г. Крила, як і у більшості серпокрильців, довгі та загострені. В цілому він сірувато-коричневий, знизу блідіший. Горло та живіт попелясті.